# پل کونله
پل کونله (انگلیسی: Paul Kühnle; ۱۰ آوریل ۱۸۸۵ – ۲۸ دسامبر ۱۹۷۰) بازیکن فوتبال اهل آلمان بود.
از باشگاه‌هایی که در آن بازی کرده‌است می‌توان به اشاره کرد.
وی همچنین در تیم ملی فوتبال آلمان بازی کرده‌است.